# Orange Moldova
«Orange Moldova» S.A. (рум. Societatea pe Acţiuni «Orange Moldova» — укр. акціонерне товариство «Orange Moldova») — найбільший оператор мобільного зв'язку в Молдові. Надає послуги за стандартами GSM та UMTS під брендом Orange. З моменту запуску — 27 жовтня 1998 по 24 квітня 2007 року включно називався Voxtel, після чого перейшов на новий бренд, що використовується дотепер.